# Фалькенфельс
Фалькенфельс (нім. Falkenfels) — громада в Німеччині, розташована в землі Баварія. Підпорядковується адміністративному округу Нижня Баварія. Входить до складу району Штраубінг-Боген. Складова частина об'єднання громад Міттерфельс.
Площа — 11,50 км2. Населення становить 1047 ос. (станом на 31 грудня 2020).

## Галерея

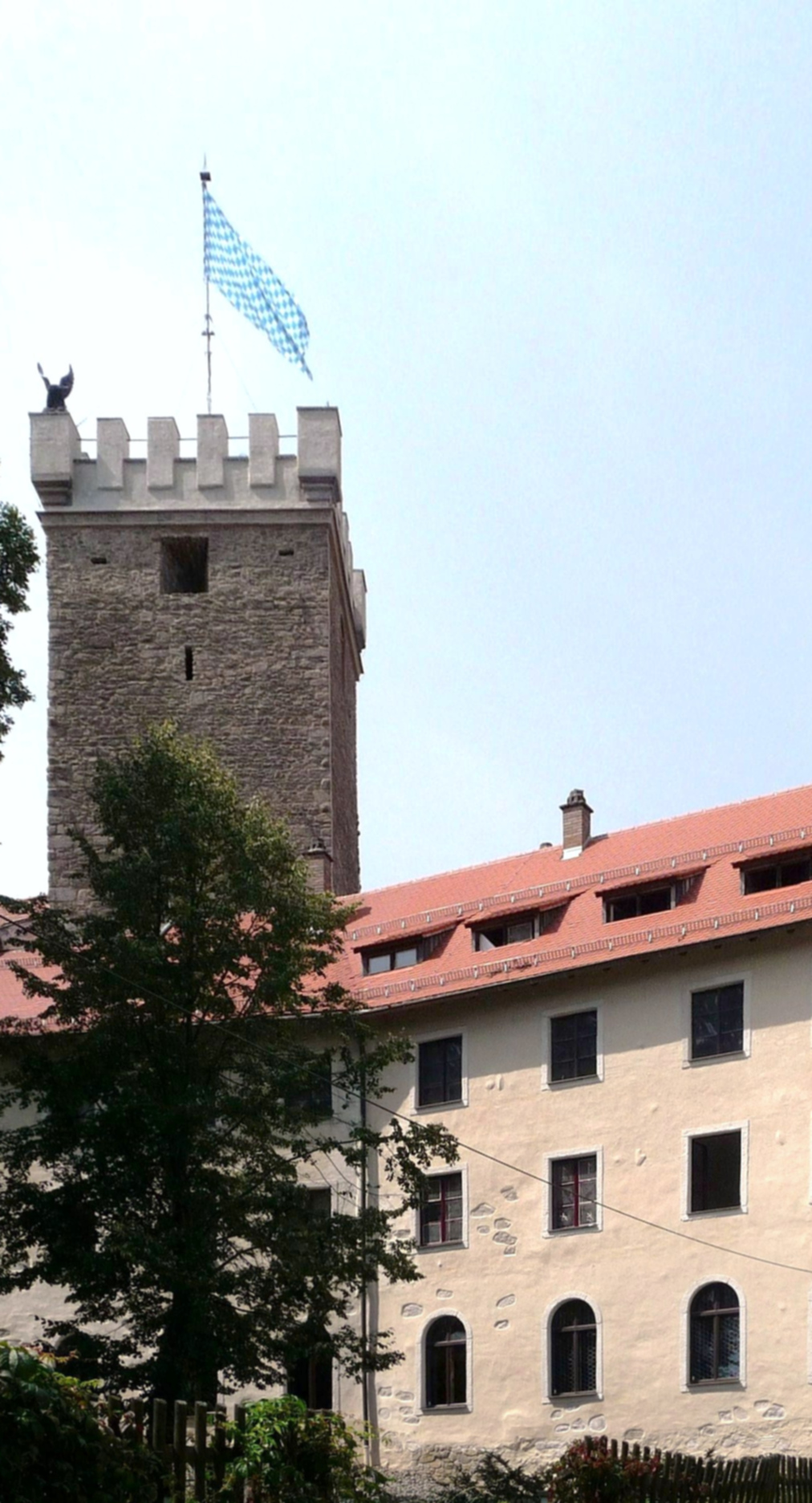
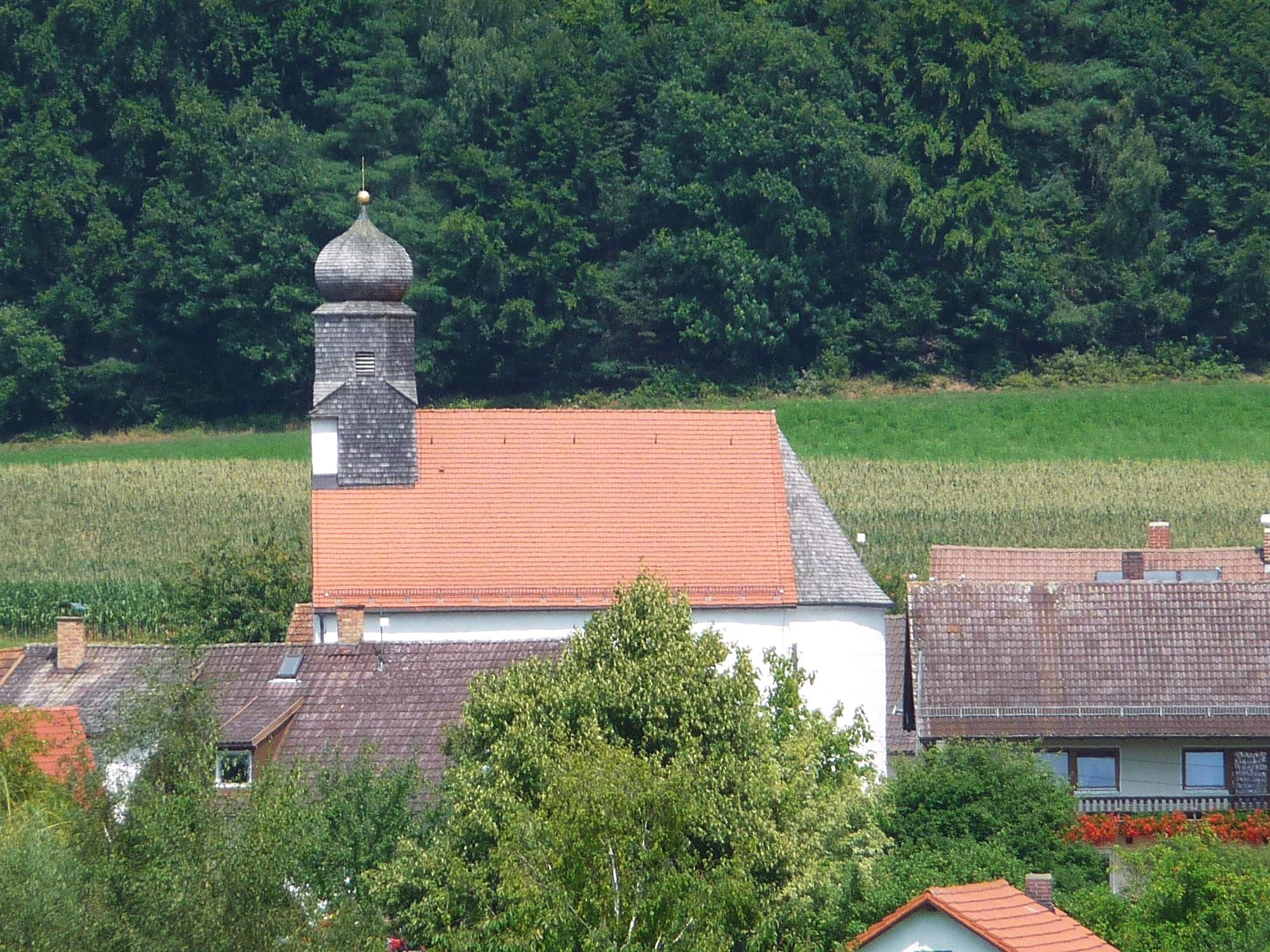